# Нравится

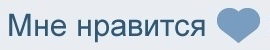
Вариант кнопки «Мне нравится» от соцсети «ВКонтакте»

Кнопка «Like» («Нравится») в сети «Facebook»

Кнопка «Нравится» — функция в коммуникационном программном обеспечении, предназначенном для социальных сетей, блогов, интернет-форумов, сервисов социальных закладок, новостных сайтов, которая используется для выражения отношения пользователей к тому или иному контенту. Таким образом, кнопка «Мне нравится» нужна для социализации веб-сайта: отмеченный ей объект встраивается в социальный граф и взаимодействует с другими узлами графа (к примеру, друзьями пользователя).
Другие названия кнопки — «Мне нравится», «Мне понравилось», «Класс!», «+1» («Плюс один»), «Like», «Сёрф» и т. д. В Рунете для обозначения положительной оценки контента при помощи данной кнопки нередко используется глагол лайкать, образованный от её английского названия (англ. Like), сама же положительная оценка именуется «лайком». Часто кнопка «Нравится» сочетает в себе возможность поделиться ссылкой на понравившуюся страницу в социальной сети/блоге и т. п.
Термин «лайк», изначально появившись в интернет-пространстве, стал экспериментально использоваться в качестве названия «условного балла», применяемого в ходе учебного процесса в ряде общеобразовательных средних школ Российской Федерации с целью мотивации учащихся и решения проблемы «накопляемости оценок».
Иногда некоторые сайты располагают кнопкой «Не нравится» (или другой кнопкой с похожим названием и целью) для выражения неодобрения к содержанию веб-страницы или её элемента. Такую кнопку часто называют «дизлайком» (англ. Dislike), по аналогии с «лайком».
Все социальные кнопки являются наиболее распространённым вариантом отслеживающих элементов (Web beacon или Web bugs). Они позволяют владельцам крупных социальных сетей отслеживать посещения практически всех страниц интернета, даже в случае, если посетитель не является пользователем социальной сети.
Как отмечает психолог профессор Брюс Худ, каждому нажатию кнопки «Мне нравится» или её аналога сопутствует выброс эндорфинов, вызывающий чувство удовлетворения.

## История
Впервые патент на кнопку с такой функциональностью был подан голландским программистом Ван дер Меером в 1998 году. В созданной им соцсети Surfbook имелся механизм переноса данных со сторонних сайтов по нажатию кнопки на страницу личного дневника пользователя.
В апреле 2010 года такая кнопка, под названием «Like», появилась в соцсети Facebook. В феврале 2013 года Rembrandt Social Media, наследники Ван дер Меера, подали в суд на американскую компанию за нарушение патентов 15-летней давности. В июне 2014 года Facebook успешно отстоял свои интересы в суде.
Социальная сеть «ВКонтакте» стала использовать кнопку «Мне нравится» 20 сентября 2010 года. Кнопка имеет символ в виде сердечка и может ставиться под записями, фото- и видеофайлами и заметками. В отличие от других социальных сетей, «Мне нравится» у «ВКонтакте» совмещена с функцией «Рассказать друзьям» (в виде галочки во всплывающем окне). При нажатии на галочку отмеченное сообщение появляется в ленте пользователя и в ленте новостей следящих за ним людей (с 2018 года функции разнесены, но лайк при рассказе друзьям ставится автоматически). Кнопка также используется для занесения материала в «Мои закладки». 
За 15 мая 2014 года пользователи сети «ВКонтакте» воспользовались кнопкой «Мне нравится» более миллиарда раз.
В социальной сети «Одноклассники» кнопка называется не «Нравится», а «Класс». Фотографии оценивают как «Классом», так и оценками (от 1 до 5+), причём 5+ стоит около 50 российских рублей.
С октября 2015 года Facebook тестирует в некоторых странах замену Like на новую функцию «Reaction», которая дает пользователям больше способов для выражения своего отношения к контенту, позволяя выбрать более точные эмоциональные оттенки оценки.
12 ноября 2021 года YouTube объявил, что сделает информацию о количестве дизлайков недоступной для пользователей, но открытой создателю контента.

## Вопросы безопасности
Часто кнопка «Нравится», или её аналоги, вставляется владельцами сторонних сайтов как виджет социальных сетей, что может привести к слежке за действиями пользователя с целью более точного показа рекламы и утечке личной информации, — что многими рассматривается как попрание безопасности в Интернете и нарушение принципа конфиденциальности персональных данных. Информация о посещаемых сайтах становится доступна компаниям, социальные кнопки которых размещены на странице. Отслеживание посещений может вестись не только за пользователями социальных сетей, но и вообще за любыми посетителями.